# Quantenreflexion
Quantenreflexion ist ein Phänomen in der Quantenphysik, bei dem eine Materiewelle von einem anziehenden Potential reflektiert wird.
Ein solches Phänomen ist in der klassischen Physik nicht möglich. Zum Beispiel würde man bei zwei sich anziehenden Magneten nicht erwarten, dass ein Magnet plötzlich (z. B. kurz vor deren Berührung) in die entgegengesetzte Richtung abgestoßen wird.

## Definition
Quantenreflexion wurde zu einem wichtigen Feld in der Physik des 21. Jahrhunderts. In einem Workshop über Quantenreflexion wurde die folgende Definition vorgeschlagen:

“Quantum reflection is a classically counterintuitive phenomenon whereby the motion of particles is reverted “against the force” acting on them. This effect manifests the wave nature of particles and influences collisions of ultracold atoms and interaction of atoms with solid surfaces.”

„Quantenreflexion ist ein der klassischen Intuition widersprechendes Phänomen, bei dem die Bewegung eines Teilchens „entgegengesetzt der angreifenden Kraft“ umgekehrt wird.  Dieses Phänomen bestätigt den Wellencharakter von Teilchen und beeinflusst Zusammenstöße zwischen ultrakalten Atomen sowie die Wechselwirkung von Atomen mit Festkörperoberflächen.“

Die Beobachtung von Quantenreflexionen wurde durch Fortschritte im Festhalten und Kühlen von Atomen möglich. Die Anwendung dieses Effektes hat erst begonnen und beinhaltet vielversprechende Anwendungen.

## Eindimensionale Näherung
Normalerweise betrachtet man zunächst den eindimensionalen Fall dieses Phänomens. Das Potential besitzt also Translationssymmetrie in zwei Richtungen (z. B. {\displaystyle y} und {\displaystyle z}), so dass nur eine einzige Koordinate ({\displaystyle x}) von Bedeutung ist. In diesem Fall können wir die Reflexion eines langsamen neutralen Atoms durch eine Festkörperoberfläche betrachten.
Das Atom sei im freien Raum in der Nähe der Oberfläche und polarisierbar. Eine Kombination der reinen Van-der-Waals-Wechselwirkung mit der dazugehörigen Casimir-Wechselwirkung bewirkt eine Anziehung des Atoms zur Materialoberfläche. Hierbei dominiert bei größeren Abständen von der Oberfläche die Casimir-Kraft, während bei geringem Abstand die Wechselwirkung von der Van-der-Waals-Kraft bestimmt wird. Der Übergangsbereich ist nicht klar definiert, da er von der spezifischen Natur und dem Quantenzustand des nähernden Atoms abhängt.
Eine Quantenreflexion des Atoms kann nun in den Raumbereichen stattfinden, in denen die WKB-Näherung seiner Wellenfunktionen zusammenbricht. Diese nähert die lokale Wellenlänge der Bewegung in Richtung Oberfläche an als:
{\displaystyle \lambda \left(x\right)={\frac {h}{\sqrt {2m\left(E-V\left(x\right)\right)}}}\,},
wobei
- {\displaystyle h} die Planck-Konstante,
- {\displaystyle m} die Masse des Atoms,
- {\displaystyle E} seine Energie,
- {\displaystyle V(x)} das Potential ist.

Die Näherung ergibt keinen Sinn, wenn die Variation der atomaren Wellenlänge signifikant über seiner eigenen Länge liegt (z. B. wenn der Gradient {\displaystyle V(x)} sehr steil ist, unabhängig vom Vorzeichen des Potentials):
{\displaystyle \left|{\frac {\mathrm {d} \lambda (x)}{\mathrm {d} x}}\right|\approx 1\,}.
In diesen Raumbereichen können Teile der atomaren Wellenfunktionen reflektiert werden. Für langsame Atome ist eine solche Reflexion möglich im Bereich der vergleichsweise schnellen Variation des Van-der-Waals-Potentials nahe der Materialoberfläche.
Das Phänomen ist vergleichbar mit der Situation, wenn Licht von einem Material in einem kleinen Raumbereich in ein anderes Material mit signifikant anderem Brechungsindex übergeht: unabhängig vom Vorzeichen der Differenz der Brechungsindices gibt es an der Übergangsstelle eine Reflexionskomponente des Lichtes.
Die Quantenreflexion der Oberfläche eines Festkörperwafers ermöglicht eine quantenoptische Analogie zu einem Spiegel – den atomaren Spiegel – in hoher Präzision.